# Tour de l'Ain 2010
Il Tour de l'Ain 2010, ventiduesima edizione della corsa, si svolse dal 10 al 14 agosto 2010 su un percorso di 577 km ripartiti in 4 tappe più un cronoprologo, con partenza da Ambérieu-en-Bugey e arrivo a Belley. Fu vinto dallo spagnolo Haimar Zubeldia della Team RadioShack davanti all'olandese Wout Poels e al francese David Moncoutié.

## Tappe
| Tappa  | Data      | Percorso                                                  | km    | Vincitore di tappa | Leader cl. generale |
| ------ | --------- | --------------------------------------------------------- | ----- | ------------------ | ------------------- |
| Prol.  | 10 agosto | Ambérieu-en-Bugey > Ambérieu-en-Bugey (cron. individuale) | 3     | Haimar Zubeldia    | Haimar Zubeldia     |
| 1ª     | 11 agosto | Lagnieu > Saint-Vulbas                                    | 144,4 | Stéphane Poulhiès  | Romain Feillu       |
| 2ª     | 12 agosto | Villars-les-Dombes > Trévoux                              | 138,8 | Romain Feillu      | Romain Feillu       |
| 3ª     | 13 agosto | Montmerle-sur-Saône > Arbent                              | 164,5 | Maxime Bouet       | Tony Gallopin       |
| 4ª     | 14 agosto | Culoz > Belley                                            | 126,1 | Wout Poels         | Haimar Zubeldia     |
| Totale | Totale    | Totale                                                    | 577   |                    |                     |

## Dettagli delle tappe

### Prologo
- 10 agosto: Ambérieu-en-Bugey > Ambérieu-en-Bugey (cron. individuale) – 3 km

| Pos. | Corridore       | Squadra      | Tempo |
| ---- | --------------- | ------------ | ----- |
| 1    | Haimar Zubeldia | RadioShack   | 3'38" |
| 2    | Wilco Kelderman | Rabobank     | s.t.  |
| 3    | Laurent Mangel  | Saur-Sojasun | s.t.  |

| Pos. | Corridore       | Squadra      | Tempo |
| ---- | --------------- | ------------ | ----- |
| 1    | Haimar Zubeldia | RadioShack   | 3'38" |
| 2    | Wilco Kelderman | Rabobank     | s.t.  |
| 3    | Laurent Mangel  | Saur-Sojasun | s.t.  |

### 1ª tappa
- 11 agosto: Lagnieu > Saint-Vulbas – 144,4 km

| Pos. | Corridore         | Squadra      | Tempo    |
| ---- | ----------------- | ------------ | -------- |
| 1    | Stéphane Poulhiès | Saur-Sojasun | 3h33'09" |
| 2    | Romain Feillu     | Vacansoleil  | s.t.     |
| 3    | Jean-Lou Paiani   |              | s.t.     |

| Pos. | Corridore       | Squadra     | Tempo    |
| ---- | --------------- | ----------- | -------- |
| 1    | Romain Feillu   | Vacansoleil | 3h25'42" |
| 2    | Haimar Zubeldia | RadioShack  | a 4"     |
| 3    | Wilco Kelderman | Rabobank    | s.t.     |

### 2ª tappa
- 12 agosto: Villars-les-Dombes > Trévoux – 138,8 km

| Pos. | Corridore     | Squadra     | Tempo    |
| ---- | ------------- | ----------- | -------- |
| 1    | Romain Feillu | Vacansoleil | 3h02'10" |
| 2    | Steve Chainel | Bouygues    | a 1"     |
| 3    | Tony Gallopin | Cofidis     | s.t.     |

| Pos. | Corridore       | Squadra     | Tempo    |
| ---- | --------------- | ----------- | -------- |
| 1    | Romain Feillu   | Vacansoleil | 6h27'43" |
| 2    | Tony Gallopin   | Cofidis     | a 12"    |
| 3    | Haimar Zubeldia | RadioShack  | a 15"    |

### 3ª tappa
- 13 agosto: Montmerle-sur-Saône > Arbent – 164,5 km

| Pos. | Corridore         | Squadra      | Tempo    |
| ---- | ----------------- | ------------ | -------- |
| 1    | Maxime Bouet      | AG2R         | 4h00'55" |
| 2    | Greg Van Avermaet | Omega Pharma | s.t.     |
| 3    | Tony Gallopin     | Cofidis      | s.t.     |

| Pos. | Corridore         | Squadra      | Tempo     |
| ---- | ----------------- | ------------ | --------- |
| 1    | Tony Gallopin     | Cofidis      | 10h28'46" |
| 2    | Greg Van Avermaet | Omega Pharma | a 2"      |
| 3    | Maxime Bouet      | AG2R         | a 6"      |

### 4ª tappa
- 14 agosto: Culoz > Belley – 126,1 km

| Pos. | Corridore       | Squadra     | Tempo    |
| ---- | --------------- | ----------- | -------- |
| 1    | Wout Poels      | Vacansoleil | 3h15'39" |
| 2    | David Moncoutié | Cofidis     | s.t.     |
| 3    | Thibaut Pinot   | FDJ         | s.t.     |

| Pos. | Corridore       | Squadra     | Tempo     |
| ---- | --------------- | ----------- | --------- |
| 1    | Haimar Zubeldia | RadioShack  | 13h44'32" |
| 2    | Wout Poels      | Vacansoleil | s.t.      |
| 3    | David Moncoutié | Cofidis     | a 5"      |

## Classifiche finali

### Classifica generale
| Pos. | Corridore          | Squadra                      | Tempo     |
| ---- | ------------------ | ---------------------------- | --------- |
| 1    | Haimar Zubeldia    | Team RadioShack              | 13h44'32" |
| 2    | Wout Poels         | Vacansoleil Pro Cycling Team | s.t.      |
| 3    | David Moncoutié    | Cofidis                      | a 5"      |
| 4    | Tejay Van Garderen | Team HTC-Columbia            | a 7"      |
| 5    | Thibaut Pinot      | FDJ                          | a 10"     |
| 6    | Jérôme Coppel      | Saur-Sojasun                 | a 11"     |
| 7    | Fabrice Jeandesboz | Saur-Sojasun                 | a 13"     |
| 8    | Johann Tschopp     | Bouygues Télécom             | a 19"     |
| 9    | Greg Van Avermaet  | Omega Pharma-Lotto           | a 23"     |
| 10   | Tony Gallopin      | Cofidis                      | a 31"     |